# 宝樹文彦
宝樹 文彦（たからぎ ふみひこ、1920年6月1日 - 2014年9月23日）は、昭和から平成時代の労働運動家。全逓信労働組合（全逓）中央執行委員長。総評右派に属し、労働戦線統一を主張した。

## 経歴
東京・入谷生まれ。父は下谷郵便局の取締役。大門高等小学校卒。1938年東京逓信講習所卒業、浅草郵便局電信課に配属。2年9ヶ月間の勤務、5年間の兵役を経て、1946年1月復員。同年4月浅草郵便局に復帰。浅草郵便局逓信従業員組合書記長、全逓信従業員組合（全逓）東京東部地区本部書記長を経て、1947年全逓中央執行委員。1948年8月長谷武麿、大木正吾らと全逓再建同盟準備会を結成、実行委員。1949年2月全逓再建同盟（全逓再同）を結成、中央常任実行委員、事務局長となり、共産党グループと対抗する中で頭角を現した。国労民同とともに社会党系の新全逓結成を推進し、1949年10月の大会で共産党支配を排除した全逓信従業員組合（正統派全逓、再建全逓）を結成した。全逓組織部長を経て、1952年書記長、1956年副委員長。1958年春闘で公共企業体等労働関係法違反で解雇処分。この間、1950年の総評の結成を主導。1951年に国労の岩井章、日教組の平垣美代司らと「三角同盟」を結成し、労働者同志会の中心人物の1人となったが、総評・高野実事務局長の「左旋回」には反対し、1955年の高野実追放、岩井章事務局長選出の推進役となった。
1960年全逓中央執行委員長となり、「宝樹天皇」と称されるまでになった。この間、全逓東京中郵事件での勝利、非常勤の本務化、日曜配達廃止などを実現し、「権利の全逓」の評価を定着させた。全労会議や民社党が結成されると、1960年に経済闘争と政治闘争の両立を主張し新たな右派の抱き込みを視野に入れた「日本的労働組合主義」を提唱した。1967年1月に「労働戦線統一と社会党政権樹立のために」（『月刊労働問題』1967年2月号）と題する論文を発表し、社会・民社が再統一した社会党単独政権樹立、民間先行・共産党排除を前提とした労働戦線統一を提唱した。また1970年1月1日の『読売新聞』に「一九七〇年代の労働運動前進のために――二年後を目標に労働戦線の統一を実現しよう」と題する論文を発表し、再び労働戦線統一を呼びかけた。宝樹論文は労働戦線統一運動へと発展したが、社会党・総評左派との対立や1972年12月の総選挙での公明・民社の敗北、ストをめぐる総評・同盟の対立などにより、1973年7月の労働戦線統一民間単産連絡会議の解散をもって挫折した。この間、1971年2月の全逓臨時大会で前年の労務政策改変をめぐる年末闘争の妥結案が否決、執行部の不信任が決議され、全逓委員長を辞任した（2月革命）。委員長退任後の1971年東海大学政経学部講師、1975年大蔵省金融制度調査会委員、郵政審議会委員、公共企業体等労働委員会（公労委）労働者委員。全国単産共済連合会理事長も務めた。
2001年から2003年に進歩と改革研究会の機関誌『進歩と改革』に21回にわたって「証言 戦後労働運動史」を連載し、2003年に『証言 戦後労働運動史』（東海大学出版会）として刊行された。また2001年から2004年に「C.O.E. オーラルヒストリー・政策研究プロジェクト」から17回にわたってインタビューを受け、2005年に『宝樹文彦（元全逓委員長）オーラル・ヒストリー（上・下）』（政策研究大学院大学）として刊行された。

## 人物
- 労働省労働法令審議会委員（1951年～）、国際郵便電信電話労連（PTTI）執行委員（1958年～）[1]、総評社会党員全国連絡協議会代表幹事（1961年～）も務めた[14]。
- 松崎明によれば、神山茂夫の葬式に来ていた[15]。
- 2003年にアルツハイマー型認知症を患った鈴木市蔵を支えるために結成された「鈴木市蔵さんの介護を支える会」の呼びかけ人の1人[16]。

## 著書
- 『労働戦線統一の方向』（労働旬報社、1967年）
- 『証言 戦後労働運動史』（東海大学出版会、2003年）